# 山中美奈
山中 美奈（やまなか みな）は日本の女優である。

## 出演
※役名太字は主演

### 舞台
- 二人道成寺（1999年7月、国立劇場） - 桜子 役
- 家なき子（2003年8月、世田谷パブリックシアター）-人形 役
- ミュージカル「空色勾玉」（2004年8月、シアター代官山）- 奈津女 役
- 櫓のお七（2005年5月、国立劇場）- お七 役
- ミュージカル「秘密の花園」（2005年8月、シアター代官山）-ヒロイン・リリアス 役
- オペラ「シンデレラ（サンドリヨン）」
- 売らいでか！-亭主売ります-（2007年10月、梅田芸術劇場）
- ミュージカル「マイ・フェア・レディ」（2009年4月、帝国劇場）-サーバント 役
- オペラ「ヘンゼルとグレーテル〜ブレーメン劇場版〜」（2009年11月、日生劇場）-魔女 役
- オペラ「愛の妙薬」（2010年10月、新国立劇場）-ドゥカマーラのアシスタント 役
- 氷刀火伝（2015年1月、ミュージカル座 IMAホール）- 主人公の母 役
- ミュージカル「H12」（2015年5月、日暮里d倉庫）- ヒロイン・多江  役
- ミュージカル「マリー・アントワネット」（2018年9月 - 2019年1月、博多座 / 帝国劇場 / 御園座 / 梅田芸術劇場）- 舞踏会の招待客 / ファッションショーのモデル / 民主 役

### 映画
- 20世紀少年（2008年） - ダンサー 役

### テレビ
- 利家とまつ〜加賀百万石物語〜（2002年、NHK）
- 輪舞曲（2006年、TBS） - ユナ 役